# Jakub Preger

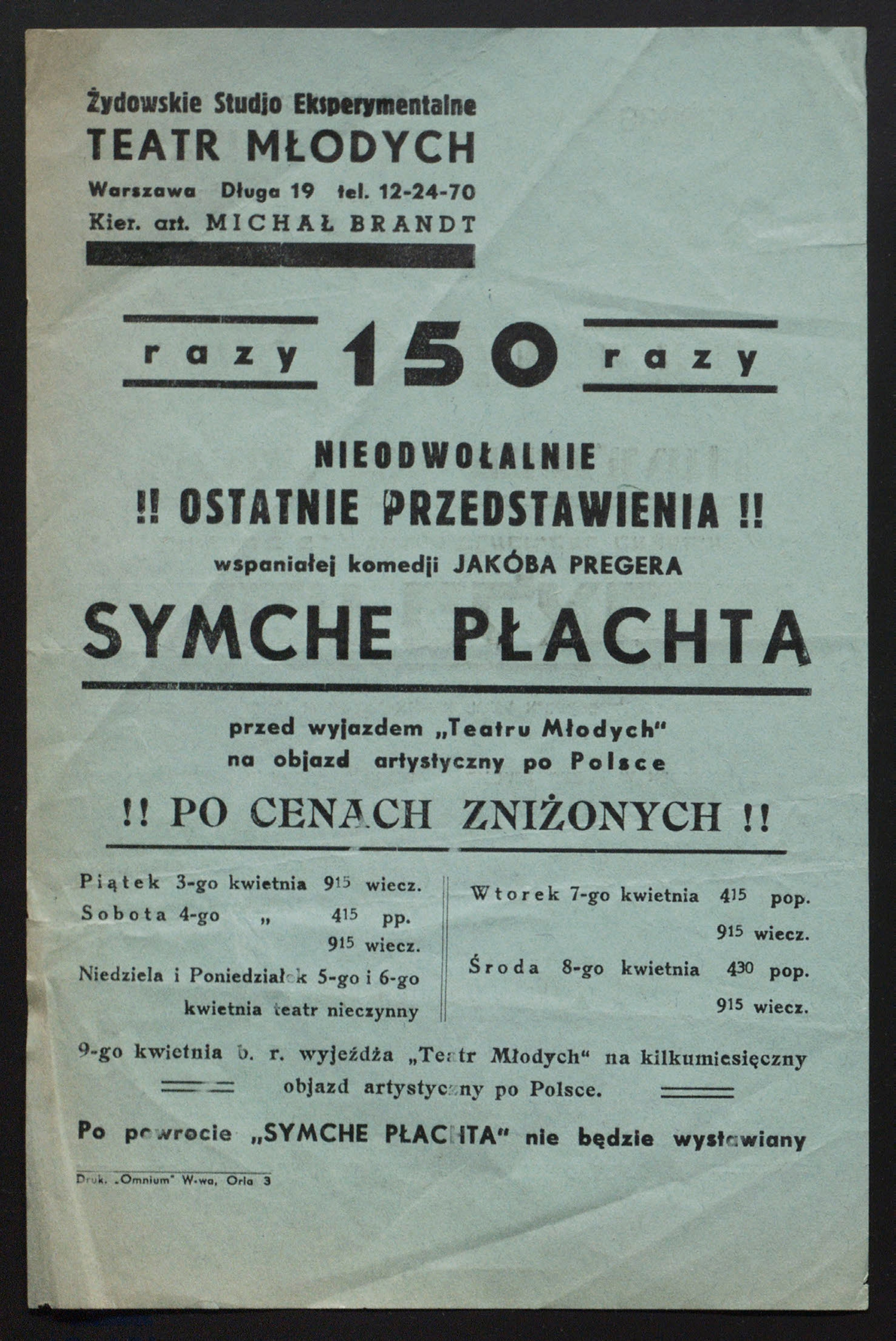
Afisz reklamujący wystawienie sztuki Symche Płachta przez Jung Teater

Jakub Preger (ur. 3 stycznia 1884 lub 1887 w Kobryniu, zm. 1942 w Otwocku) – żydowski pisarz tworzący w języku jidysz. W swojej twórczości często posługiwał się żydowskim folklorem i podaniami ludowymi. 

## Życiorys
Był synem księgowego w fabryce tytoniu. W wieku 2 lat został osierocony, opiekę nad nim przejęła babka. Dorastał w Drohiczynie, a następnie przebywał u wuja w Warszawie.
W 1908 roku debiutował literacko na łamach czasopisma „Roman-Cajtung”. W latach 20. XX wieku Trupa Wileńska wystawiała sztuki na podstawie utworów jego autorstwa, m.in. Der nisojen (Pokusa, 1925). W 1931 roku tę samą sztukę wystawiono w Tel Awiwie w języku hebrajskim. W latach 30. XX wieku jego sztukę Simche Płachte wystawiał m.in. Jung Teater pod kierownictwem Michała Weicherta, była ona także wystawiana w Stanach Zjednoczonych przez Maurice′a Schwartza, pod tytułem Der wasertreger.
Podczas II wojny światowej miał przebywać w getcie warszawskim. Według relacji świadków został zamordowany przez okupantów w 1942 roku w Otwocku.

## Twórczość
- Szlomo Hamejłech (Król Salomon) – poemat dramatyczny w trzech aktach, 1932

Zbiory wierszy
- Ojf di wegn (Na drogach) – 1914
- Ojfn weg (Na drodze) – 1919